# Величкович, Владимир
Вла́димир Вели́чкович (серб. Владимир Величковић; Vladimir Veličković; 11 августа 1935, Белград — 29 августа 2019) — югославский и французский художник.

## Биография
Окончил школу архитектуры в Белграде. Участвует в коллективных выставках с 1951. Первые персональные экспозиции — в Белграде и Сан-Пауло (1963), Любляне и Брюсселе (1965). С 1963 по 1966 год был ассистентом в мастерской Крсто Хегедушича в Загребе. В 1966 переселяется в Париж. Профессор Высшей национальной школы изящных искусств (с 1983).

## Творчество
В основе зрелой живописи и графики Величковича, получившей международное признание, — травма Балканской войны. Развивая традиции Грюневальда, Дюрера, Гойи, Ф. Бэкона, обращаясь к опыту родоначальников фотографии (Э. Мейбридж), художник стремится воссоздать драматический образ человека в современном мире, «оставить шрам в памяти зрителя».
Иллюстрировал произведения Леклезио, Ж. Дюпена, Б. Ноэля, Л. Бхаттачарьи.

## Признание
- Орден Звезды Карагеоргия I степени (2022, посмертно)[4].
- Лауреат премий Парижского Биеннале (1965), Венецианской биеннале (1972). Командор ордена искусств и литературы. Кавалер ордена Почётного легиона. Член Французской Академии изящных искусств (2005). Работы Величковича представлены во многих музеях мира.